# Manfred Gottschall
Manfred Gottschall (* 14. Januar 1937 in Manebach; † 17. Juli 2015 in Chemnitz) war ein deutscher Grafik-Designer.

## Biografie
Nach Abbruch des Gymnasiums absolvierte Gottschall zunächst eine Porzellanmaler-Lehre in Ilmenau. Von 1954 bis 1957 studierte er Gebrauchsgrafik an den Fachschulen für angewandte Kunst in Erfurt und Magdeburg. Danach arbeitete er bis 1961 als Gebrauchsgrafiker bei der DEWAG in Karl-Marx-Stadt. Seit 1960 arbeitete er freiberuflich als Grafik-Designer in Karl-Marx-Stadt bzw. Chemnitz. Von 1962 bis 1992 war er Teil der Ateliergemeinschaft Gottschall-Detlefsen-Rieß (GDR).
Internationale Bekanntheit erlangte Gottschall vor allem durch seine Briefmarkenentwürfe. Von 1965 bis 1990 veröffentlichte das Ministerium für Post- und Fernmeldewesen der DDR 284 seiner Entwürfe, zu denen sämtliche Ausgaben der von 1973 bis 1990 emittierten Dauermarken-Serie Aufbau in der DDR zählen. Seit 1990 erhielt er Aufträge von der Deutschen Bundespost bzw. vom Bundesministerium der Finanzen. Zahlreiche seiner Entwürfe wurden realisiert. In den letzten Jahren hat er verstärkt für verschiedene Privatpostunternehmen in Deutschland gearbeitet. Seine Briefmarken wurden mehrfach mit nationalen und internationalen Auszeichnungen prämiert. Viele seiner Originale befinden sich heute in Museen.
Neben der Briefmarkengestaltung zählten von Anfang an die Plakatgestaltung, wissenschaftliche Zeichnungen sowie Entwürfe für Exlibris und Signets zu Gottschalls Arbeitsschwerpunkten. Daneben war er als Museums- und Ausstellungsgestalter tätig. Unter dem Eindruck wiederholter Studienreisen nach Osteuropa, in den Mittelmeerraum und nach Nordamerika wandte er sich seit den 1980er Jahren auch der Malerei zu, die für ihn in den letzten Jahren zum bestimmenden Arbeitsfeld wurde. Sein bildnerisches Schaffen konzentriert sich vorwiegend auf die Landschaftsmalerei und Blumenstillleben in den Techniken Acryl, Pastell und Aquarell.
Manfred Gottschall lebte bis zu seinem Tod 2015 in Chemnitz.

## Briefmarken

Historische Postuniformen, 1986
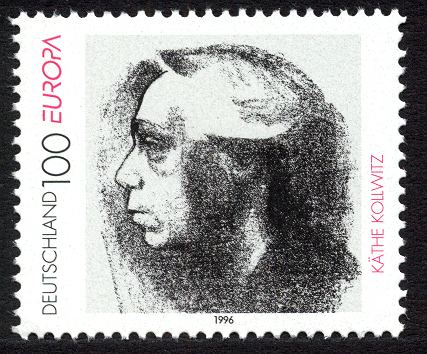
Käthe Kollwitz, 1996

## Ehrungen
- 1967–1989: 10× Goldene Briefmarke der DDR
- 1980: Verdienstmedaille der DDR
- 1981: Kunstpreis des FDGB (im Kollektiv)
- 1984: Orden Banner der Arbeit
- 1985: „The Robert Stolz Trophy for Music Philately“ für die weltbeste Musikbriefmarke für den Block „175. Geburtstag Felix Mendelssohn Bartholdy“
- 1986: Beste europäische Marke für den Block „Bach-Händel-Schütz“ (Gestaltung zusammen mit Rieß)
- 1990: Beste europäische Marke für den Block „Friedlicher Aufbruch zur Deutschen Einheit“
- 2004: Briefmarken-Award der privaten Postdienstleister Deutschlands für die Serie „Berühmte Persönlichkeiten“ herausgegeben von WVD PostModern Chemnitz

## Ausstellungen (unvollständig)

### Einzelausstellungen
- 1972: INTERARTES Berlin
- 1976 Aue, Galerie am Altmarkt ("Briefmarkengestaltung"; mit Hans Detlefsen und Joachim Rieß)
- 1981: Weltbriefmarkenausstellung (WIPA) Wien
- 1985: Universitätsbibliothek Karl-Marx-Stadt
- 1987: Kunstmuseum Wolgograd
- 1996: Landespostdirektion Dresden
- 1998: Manebach
- 1999: Wasserschloss Klaffenbach, Chemnitz
- 2009: Schneeberg

### Ausstellungsbeteiligungen
- 1962 bis 1988: Dresden, Fünfte Deutsche Kunstausstellung bis X. Kunstausstellung der DDR
- 1965: Berlin, Deutsche Akademie der Künste („Junge Künstler. Gebrauchsgraphik“)
- 1970: Berlin, Altes Museum („Im Geiste Lenins“)
- 1974, 1979 und 1985: Karl-Marx-Stadt, Bezirkskunstausstellungen
- 1981: Dresden, Ausstellungszentrum am Fučík-Platz („25 Jahre NVA“)
- 1988: Berlin, Ausstellungszentrum am Fernsehturm („America latina. Lateinamerika in der bildenden Kunst der DDR“)
- 2024 Die gespaltene Generation, Neue Sächsische Galerie, Chemnitz[2]